# Eudejeania pallipes
Eudejeania pallipes là một loài ruồi trong họ Tachinidae.